# 上原あやか
上原 あやか （うえはら あやか、1979年2月12日 - ）は、日本の元AV女優。東京都出身。

## 略歴
英知出版からヌード写真デビューし、それに続く形でAV女優として1997年7月31日『メルヘン』でデビューした。

## 作品

### イメージビデオ
- 制服協奏曲（英知出版）

### アダルトビデオ
- メルヘン（1997年7月31日、宇宙企画）
- ラブレター（1997年、宇宙企画）
- 秘密の花園（1997年、宇宙企画）
- アリスの純真（1997年11月9日、宇宙企画）
- ANGEL（1997年12月14日、宇宙企画）
- スーパーBEST  (1998年1月17日)
- あやか売ります（1998年3月25日、KUKI）
- いただきます（1998年4月25日、KUKI）
- NEO 出血大制服 40（1998年5月15日、アトラス21 / ATLAS）
- 上原あやかの生フィギュア（1998年6月25日、アトラス21 / ATLAS）
- 上原あやか　秘蔵 　　　　(1998年9月19日)
- VINLハウスの果実たちVOL.9(1998年10月17日)
- 制服ランド               　(1999年9月18日)

### アダルトDVD
- NEO出血大制服完全版 VOL.1    (2001/03/16)
- 宇宙企画'98DELUXE  　　　　　(2001/10/13)
- 秘蔵                           (2001/11/10)
- 宇宙企画Memorial　上原あやか      (2003/07/18)
- 宇宙企画Debut Collection 花      (2003/08/29)
- NEO出血大制服ノーカット Vol.8     (2003/12/26)
- 宇宙企画メモリアル　上原あやかII   (2004/11/19)

### CD-ROM
- 生フィギュア弐号機・上原あやか

### 写真集
- 兎の眼（1997年12月20日、前場輝夫撮影、英知出版）